# Vuolep Lastak-Jauratj
Vuolep Lastak-Jauratj är en sjö i Jokkmokks kommun i Lappland och ingår i Luleälvens huvudavrinningsområde. Sjön har en area på 0,307 kvadratkilometer och ligger 672 meter över havet. Vuolep Lastak-Jauratj ligger i Kvikkjokk-Kabla fjällurskog Natura 2000-område. Sjön avvattnas av vattendraget Kiurijåkkå.

## Delavrinningsområde
Vuolep Lastak-Jauratj ingår i det delavrinningsområde (742904-161581) som SMHI kallar för Mynnar i Sjnjutjutisjåkkå. Medelhöjden är 652 meter över havet och ytan är 43,96 kvadratkilometer. Det finns inga avrinningsområden uppströms utan avrinningsområdet är högsta punkten. Kiurijåkkå som avvattnar avrinningsområdet har biflödesordning 4, vilket innebär att vattnet flödar genom totalt 4 vattendrag innan det når havet efter 262 kilometer. Avrinningsområdet består mestadels av skog (72 procent) och kalfjäll (19 procent). Avrinningsområdet har 0,42 kvadratkilometer vattenytor vilket ger det en sjöprocent på 0,9 procent.